# Faro de la isla de Santa Clara
El faro de Santa Clara es un faro situado en la isla de Santa Clara, en la entrada al puerto de San Sebastián, en el mar Cantábrico, en la provincia de Guipúzcoa, País Vasco, España. Está gestionado por la autoridad portuaria del Puerto de Pasajes.

## Historia
El faro comenzó a funcionar en septiembre de 1864. Nueve años antes ya funcionaba el faro de Igueldo y anteriormente el torreón de Igueldo.
Existe la posibilidad de acceder al faro a través de excursiones en barco que llevan hasta la isla, pero el faro no es accesible por dentro.